# イクレイ
イクレイ－持続可能な都市と地域をめざす自治体協議会（イクレイ じぞくかのうなとしとちいきをめざすじちたいきょうぎかい、英: ICLEI - Local Governments for Sustainability）は、持続可能な都市と地域をめざす地方自治体による国際的な組織である。世界2,500を超える自治体からなるイクレイネットワークと、基本方針や戦略の決定機関である「イクレイ議会」「世界理事会」「地域理事会」から構成されている。世界事務局はドイツのボンにあり、その他の地域事務局・事務所とともに会員自治体の活動をサポートし、イクレイが主導する国際的な都市間連携などの活動を推進している。

## 概要
1990年9月、43か国200以上の地方自治体が集まりニューヨークの国際連合本部で行われた「持続可能な未来のための自治体世界会議」で、国際環境自治体協議会（International Council for Local Environmental Initiatives）が設立された。2003年に団体の使命拡大とともに、現在の名称であるイクレイ－持続可能な都市と地域をめざす自治体協議会（ICLEI - Local Governments for Sustainability）に変更。2022年時点で、125カ国以上にある2,500以上のさまざまな規模の地方自治体が参加する世界最大規模の自治体ネットワークとなっており、その人口は世界人口の20%以上にあたる。
また、イクレイは世界を9つの地域に分け、各地域ごとの活動も展開している。イクレイ日本は東アジア地域に属し、日本からは京都市の松井孝治市長が地域理事として参加している。なお、世界事務局を含む地域事務局・事務所は世界22か所にあり、事務局長級は年に1 - 2回集まり、活動の進捗状況やグローバル戦略に関する議論を行っている。

## イクレイ世界大会
3年に1度、イクレイ会員自治体をはじめ、世界の都市政策のリーダー、自治体関係者、研究者、企業、NGOらが世界中から集い、持続可能な都市と地域の実現に向けて都市が抱える共通の課題やその解決策について、議論・意見交換を行うイクレイ世界大会を開催している。2024年6月にブラジル・サンパウロで開催されたイクレイ世界大会では、新たな行動戦略「イクレイ・サンパウロ戦略ビジョン」が発表された。
| 年     | 開催都市             | 開催国       |
| ------ | -------------------- | ------------ |
| 1990年 | ニューヨーク         | 米国         |
| 1995年 | さいたま             | 日本         |
| 2000年 | デッサウ             | ドイツ       |
| 2003年 | アテネ               | ギリシャ     |
| 2006年 | ケープタウン         | 南アフリカ   |
| 2009年 | エドモントン         | カナダ       |
| 2012年 | ベロオリゾンテ       | ブラジル     |
| 2015年 | ソウル               | 大韓民国     |
| 2018年 | モントリオール       | カナダ       |
| 2021年 | マルメ（オンライン） | スウェーデン |
| 2022年 | マルメ               | スウェーデン |
| 2024年 | サンパウロ           | ブラジル     |

## 活動
イクレイは気候変動に関する国際連合枠組条約（UNFCCC）が正式に認める非政府主体からなる団体（UNFCCC Constituency）の一つで、地方自治体や地方政府関係者の団体で構成されているLocal Government and Municipal Authorities (LGMA) のFocal Pointとして、国連の協議プロセスに参加するほか、国際的な場で地方自治体や地方政府を代表する団体として、持続可能な発展や開発に関わる協議や取組みに参画している。
また、気候変動枠組条約及び生物多様性条約締約国会議では、パビリオンを設け国際的な政策提言や自治体の取り組みを国際会議の場で広く伝える活動をおこなっている。
イクレイはG7の正式オブザーバーであるUrban7（U7）の事務局として自治体の声が大臣会合の成果文書に反映されるよう活動を支援している。

## イクレイ日本
日本では一般社団法人イクレイ日本が日本事務所として1993年から活動している（2004年法人格取得）。持続可能な都市・地域をめざす26の会員自治体の取組みを支援しており、2023年10月14日に事務所開設30周年を迎えた。国内外において事業やイベントを実施し、会員自治体とともに活動している。
| 役職   | 氏名                 | 現職                                   |
| ------ | -------------------- | -------------------------------------- |
| 理事長 | 竹本和彦             | 一般社団法人海外環境協力センター理事長 |
| 理事   | ジノ・ヴァン・ベギン | イクレイ世界事務局長                   |
| 理事   | 小池百合子           | 東京都知事                             |
| 理事   | 松井孝治             | 京都市長・ICLEI東アジア地域理事        |
| 理事   | 武内和久             | 北九州市長                             |
| 理事   | 松井一實             | 広島市長                               |
| 理事   | 小美濃安弘           | 武蔵野市長                             |
| 理事   | 山中竹春             | 横浜市長                               |

## 日本国内の会員都市
| - 札幌市 - 下川町 - 東京都 - 武蔵野市 - 板橋区 - 葛飾区 - 墨田区 - 横浜市 - 川崎市 - さいたま市 - 所沢市 | - 長野県 - 飯田市 - 富山市 - 浜松市 - 愛知県 - 名古屋市 - 豊田市 - 佐渡市 - 京都市 - 神戸市 | - 広島市 - 岡山市 - 鳥取県 - 松山市 - 北九州市 |

## 主な連携団体
- 日本気候リーダーズ・パートナーシップ（JCLP）：パブリックパートナー
- 気候変動イニシアティブ（JCI）：運営委員
- 再エネ100宣言 RE Action：協議会協議委員
- スマートシティ・インスティテュート（SCI-Japan）：賛助会員
- 世界首長誓約（GCOM)：戦略諮問委員
- 2023生物多様性枠組実現日本会議（J-GBF)：企画委員
- 地球環境戦略研究機関（IGES）と連携
- CDP Worldwide-Japan：「CDP-ICLEI track」の日本国内運用に係る連携